# Teodolit

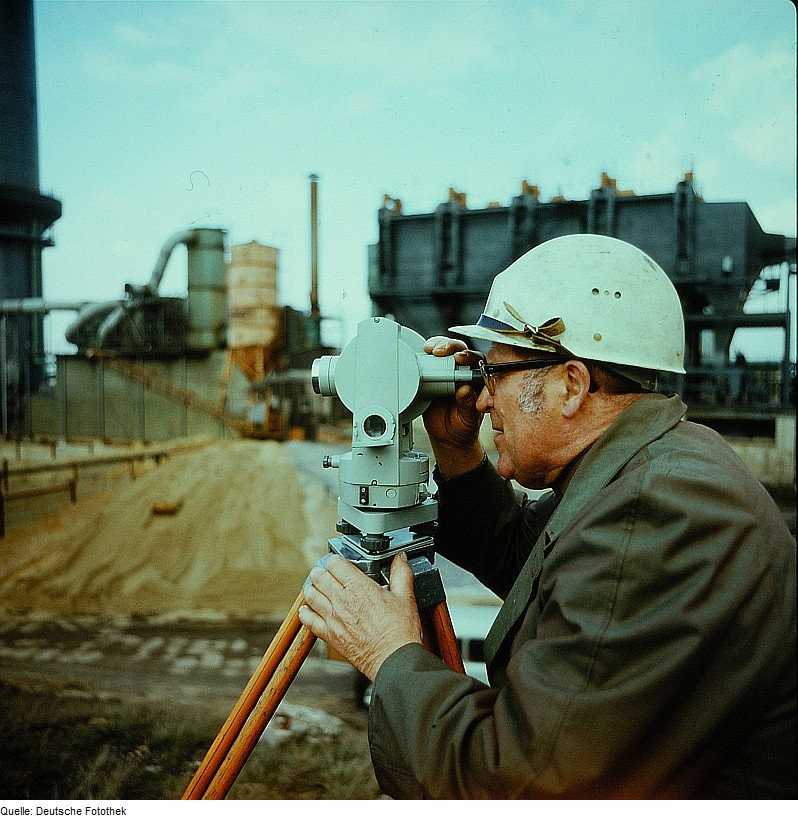
Topograf lucrând cu un teodolit clasic pe şantier

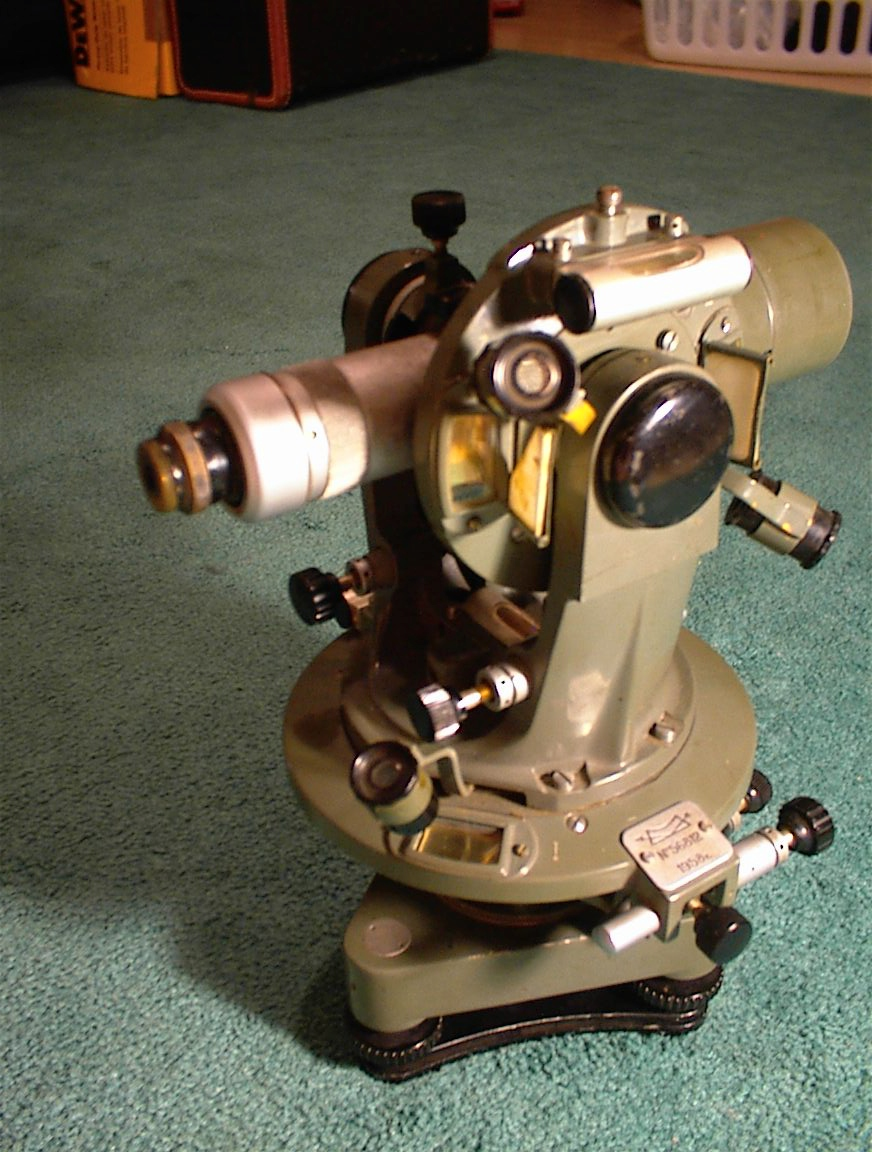
Teodolit clasic fabricat în URSS în 1958

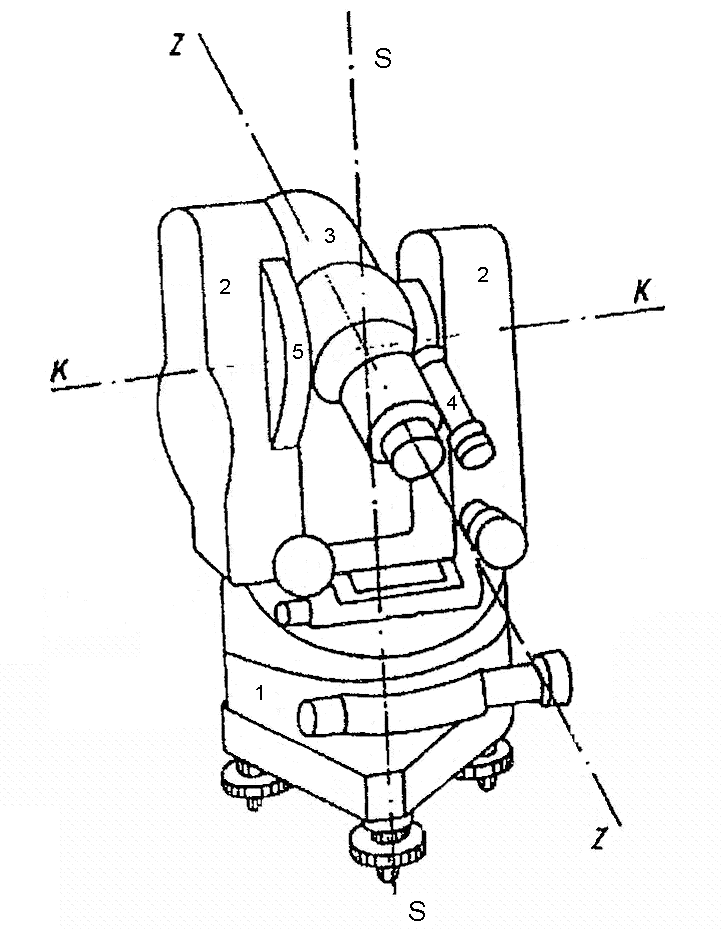
Schema de principiu a unui teodolit

Teodolitul (din limba franceză: „théodolite”) este un instrument de măsurare a direcțiilor unghiulare orizontale și verticale (cu care se calculează unghiurile orizontale și verticale), fiind utilizat în geodezie, topografie, construcții, minerit etc.
Măsurătorile se fac cu teodoliul fixat pe un stativ (trepied) pe care instrumentul este reglat (calat) perfect orizontal cu ajutorul unor nivele cu bulă de aer. Instrumentul este dotat cu o lunetă cu ocular gradat cu ajutorul căreia operatorul vizează exact punctele de pe teren; direcțiiile verticale sau orizontale se determină cu ajutorul unor cadrane gradate.

## Istorie
Precursor al teodolitului au fost groma și dioptra (în antichitate), apoi azimutalquadrantul (prin anii 1500), acestea fiind folosite în triangulație și astronomie. 
Instrumentele topografice propriu-zise, bazate pe aceleași principii de funcționare ca și cele cu care se lucrează astăzi, dotate cu cerc gradat orizontal și vertical, au fost preconizate de matematicienii arabi. Cercurile serveau la determinarea unghiurilor în plan orizontal și vertical care, împreună cu distanța măsurată, au făcut posibilă determinarea sau/și trasarea poziției unui punct prin coordonate polare spațiale. 
O contribuție deosebită a avut-o Galileo Galilei (1564-1642) care a perfecționat luneta (1609), ce permite vizarea la distanță, pe care matematicianul Johann Pretorius a atașat-o planșetei, perfecționată mai târziu de inginerul Marioni din Udine. Invențiile ulterioare - a vernierului (1631), a micrometrului (1638), a sistemului de colimare prin lunetă (1669), a 
nivelei cu bulă de aer (1704) au condus la realizarea primului teodolit în accepțiunea modernă a noțiunii, construit de Rowley (1704) și mai apoi de Jonathan Sisson (1720). 
Producerea de serie a instrumentelor topografice propriu-zise a început însă în a doua jumătate a secolului al XIX-lea, odată cu înființarea primelor companii specializate în optică și mecanică fină. În anul 1864, la Jena (Germania), Carl Zeiss realizează primele microscoape și apoi aparatură topografică, compania dezvoltându-se continuu și devenind cea mai 
importantă din Europa, cu reprezentanțe la Jena și, după 1945, la Oberkochen, preluate în anii 2000 de firma americană Trimble. În Elveția inginerul Heinrich Wild, plecat de la Zeiss, înființează în 1921 firma Wild Heerbrugg, care a produs, sub acest nume, instrumente până în 1990, când a fuzionat cu o altă firmă elvețiană de prestigiu - Kern, fiind preluate apoi de compania Leica, cunoscută după producția de aparatură fotografică. Acestea sunt cele mai reprezentative nume de instrumente topo-geodezice europene, cu largă răspândire și în România.

## Construcția și părțile componente
Teodolitele și tahimetrele de tip clasic sunt prevăzute cu cercuri gradate din metal și dispozitive de citire a unghiurilor cu vernier, microscop cu tambur și altele, iar cele moderne sunt prevăzute cu cercuri gradate din cristal și dispozitive de citire a unghiurilor formate din microscop cu reper, cu scăriță și altele. În schema de construcție a unui teodolit-tahimetru de tip clasic, se includ următoarele părți componente principale și auxiliare:

### Ambaza
Ambaza este o piesă triunghiulară care se sprijină pe trei șuruburi de calare având rolul de susținere a aparatului și de fixare a acestuia pe măsuța trepiedului prin șurubul pompă.

### Limbul sau cercul orizontal
Articol principal: Cercul orizontal (Limbul)
Cercul orizontal este un disc metalic al cărui perimetru este argintat si divizat în grade sexagesimale sau centesimale. Mișcarea limbului poate fi blocată cu șurubul de blocare a mișcării generale prin intermediul axului metalic vertical cu care face corp comun.

### Alidada cercului orizontal
Articol principal: Cercul alidad (Alidada)
Alidada cercului orizontal este un disc metalic, concentric cu limbul, fiind susținut de axul plin ce intră în axul tubular al limbului. Discul alidadei are la extremitatea lui două deschideri diametral opuse unde sunt fixate vernierele sau alte tipuri de citire, a căror estimare se poate face cu ajutorul unor lupe sau microscoape. Mișcarea alidadei în plan orizontal se poate bloca prin intermediul șurubului de blocare al mișcării înregistratoare.

### Furcile de susținere a lunetei
Furcile de susținere a lunetei sunt două piese metalice, fixate cu un capăt pe alidadă, cu care face corp comun, iar pe capătul superior se sprijină dispozitivul de susținere al axei de rotație a lunetei. Pe una din furci se află șurubul de blocare a mișcării lunetei și cel de mișcare fină, iar pe cealaltă furcă se găsește fixată o nivelă torică numită nivelă zenitală, cu ajutorul căreia se orizontalizează indicii zero de pe cercul vertical (eclimetru).

### Eclimetrul sau cercul vertical
Articol principal: Cercul vertical (Eclimetrul)
Cercul vertical este realizat din același material și este gradat în același sistem sexagesimal sau centesimal ca și limbul. Pentru măsurarea unghiurilor verticale, eclimetrul trebuie să se rotească solidar cu luneta în plan vertical iar linia indicilor de citire trebuie să fie în planul orizontal. Aducerea indicilor de citire în plan orizontal se realizează prin calarea nivelei zenitale cu ajutorul șurubului de fină calare. Citirea unghiurilor pe eclimetru se face cu ajutorul a două verniere gradate pe cercul adidad vertical, prin intermediul a două lupe sau microscoape.

### Alidada cercului vertical
Alidada cercului vertical este un disc metalic, concentric cu eclimetrul prevăzut cu două deschideri diametral opuse pe care s-au gradat vernierele de citire a unghiurilor verticale.

### Luneta
Articol principal: Lunetă
Luneta topografică, este un dispozitiv optic care servește la vizarea de la distanță a semnalelor topografice asigurând mărirea și apropierea obiectelor vizate. La tahimetru luneta servește și la măsurarea distanțelor pe cale indirectă.

### Nivele de calare
Nivelele de calare servesc la verticalizarea și orizontalizarea aparatului.
- a) nivela torică este formată dintr-o fiolă de sticlă în forma de tor, închisă ermetic și umplută incomplet cu un lichid, de obicei alcool.
- b) nivela sferică este alcătuită dintr-o fiolă în formă de cilindru, închisă la partea superioară printr-o calotă sferică, pe care se găsesc gradate 1 ... 2 cercuri concentrice.[2]

În fiola umplută cu lichid volatil se formează o bulă circulară care servește pentru orizontalizarea aproximativă a teodolitului la așezarea în punctul de stație.

## Axele și mișcările teodolitului

Axele unui teodolit

Un teodolit are trei axe constructive:
a) Axa principală sau verticală VO este axa ce trece prin centrul limbului, fiind perpendiculară pe acesta. În jurul axei VO se rotește aparatul în plan orizontal (rotația r1). În timpul măsurătorilor, axa VO trebuie să fie verticală, confundându-se cu verticala punctului topografic de stație.
b) Axa secundară sau orizontală HO este axa ce trece prin centrul eclimetrului, fiind perpendiculară pe aceasta. În jurul axei orizontale HO se rotește luneta împreună cu eclimetrul în plan vertical (rotația r2).
c) Axa de vizare a lunetei SO este axa ce trece prin centrul optic al obiectivului și intersecția firelor reticulare, care permite vizarea riguroasă a punctelor matematice ale semnalelor topografice.
Pe lângă cele 3 axe constructive, fiecare nivelă torică sau sferică a teodolitului dispune de o axă sau directrice, care prin operația de calare a nivelei va fi adusă într-o poziție orizontală. Condițiile pe care trebuie să le îndeplinească cele trei axe sunt următoarele:
- - axa principală să fie perpendiculară pe axa secundară VO ┴ HO, pentru ca luneta să se rotească în plan vertical;
- - axa de vizare să fie perpendiculară pe axa secundară SO ┴ HO, care asigură rotația în plan vertical a lunetei;
- - cele trei axe trebuie să se întâlnească într-un singur punct numit punctul matematic al aparatului O.

Teodolitul dispune de mișcări în plan orizontal și vertical:
a) Mișcarea în plan orizontal (rotația r1) este mișcarea aparatului în jurul axei principale VO unde distingem:
- - mișcarea generală, când limbul se rotește împreună cu alidada, fiind acționat de un șurub macrometric și un șurub de mișcare fină – micrometric;
- - mișcarea înregistratoare, când limbul este fix și se mișcă doar alidada cu dispozitivul de citire, fiind acționat de un șurub macrometric și un șurub micrometric.

b) Mișcarea în plan vertical (rotația r2), când se mișcă doar luneta împreună cu eclimetrul, în jurul axei secundare HO, fiind acționată de un șurub de blocare și un șurub de mișcare fină.

## Anexele teodolitului

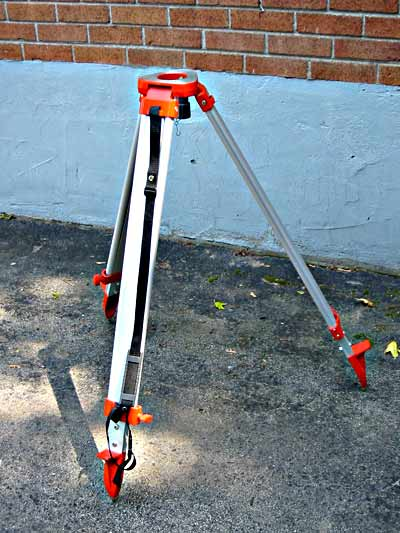
Trepied din aluminiu

Pe lângă părțile componente prezentate teodolitele mai dispun de următoarele piese auxiliare:
- a) Trepiedul constituie stativul aparatului în punctul de stație fiind compus din trei picioare de susținere confecționate din lemn, prevăzute cu saboți de metal pentru înfigerea în sol, având lungimea fixă la tipurile mai vechi și culisabilă la cele noi. La partea superioară a celor trei picioare se găsește măsuța trepiedului, pe care se fixează aparatul cu ajutorul șurubului pompă.[3]

- b) Firul cu plumb constă dintr-o greutate de formă conică suspendată de un fir, care se atârnă sub șurubul pompă, servind la centrarea aparatului în punctul de stație, marcat prin țăruși sau borne.

La unele aparate, firul cu plumb a fost înlocuit de o piesă numită baston de centrare, care este compus din două tuburi metalice ce culisează unul față de celălalt. Tubul interior se prinde la șurubul pompă, iar cel exterior se prelungește până la țăruș sau bornă, iar verticalizarea se face cu o nivelă sferică.
Teodolitele moderne de precizie sunt prevăzute cu un sistem de centrare optică, compus dintr-o prismă triunghiulară, o placă pe care este gravat un cerculeț și un ocular. Razele ce trec prin lunetă sunt reflectate de prisma sub un unghi de 100g. Sistemul lunetă – ocular este fixat sub ambază, fiind paralelă cu limbul, iar prisma ce reflectă razele de lumină trebuie să corespundă cu axa principală-verticală a teodolitului VO. În acest moment cerculețul se proiectează pe cuiul țărușului sau pe reperul bornei.
- c) Busola indică direcția Nm (nord magnetic) și dă posibilitatea măsurării pe teren a orientărilor magnetice a direcțiilor vizate. În funcție de orientarea magnetică se poate calcula orientarea geografică, dacă se cunoaște unghiul de declinație magnetică.

În cazul teodolitelor moderne, busola a fost înlocuită cu un declinator, ce se compune dintr-un ac magnetic așezat într-un tub sau într-o cutie dreptunghiulară. Declinatorul și luneta sunt orientate pe direcția Nm atunci când capetele acului vin în coincidență.

## Clasificarea teodolitelor

### După vechime

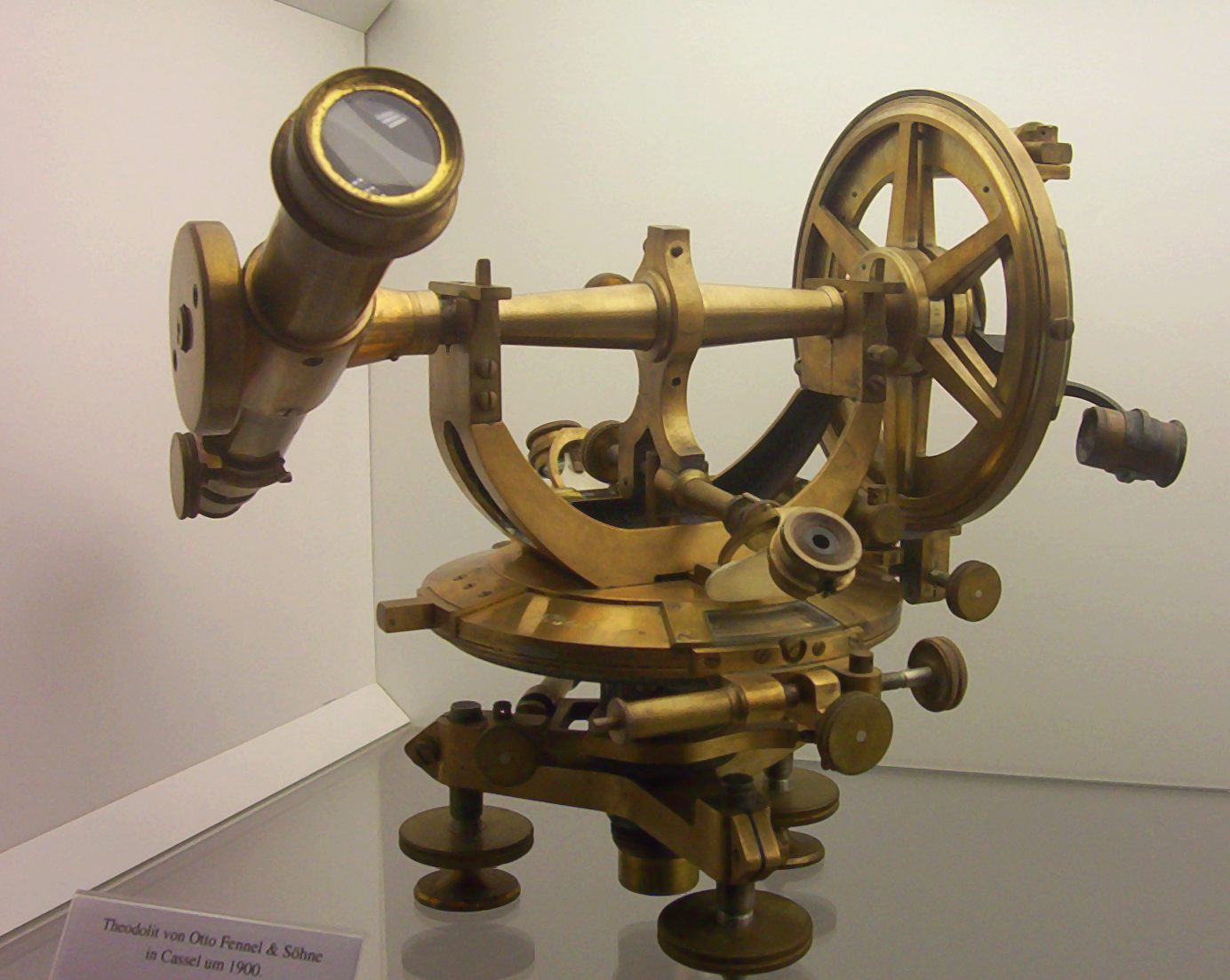
Teodolit Zeiss din anul 1900

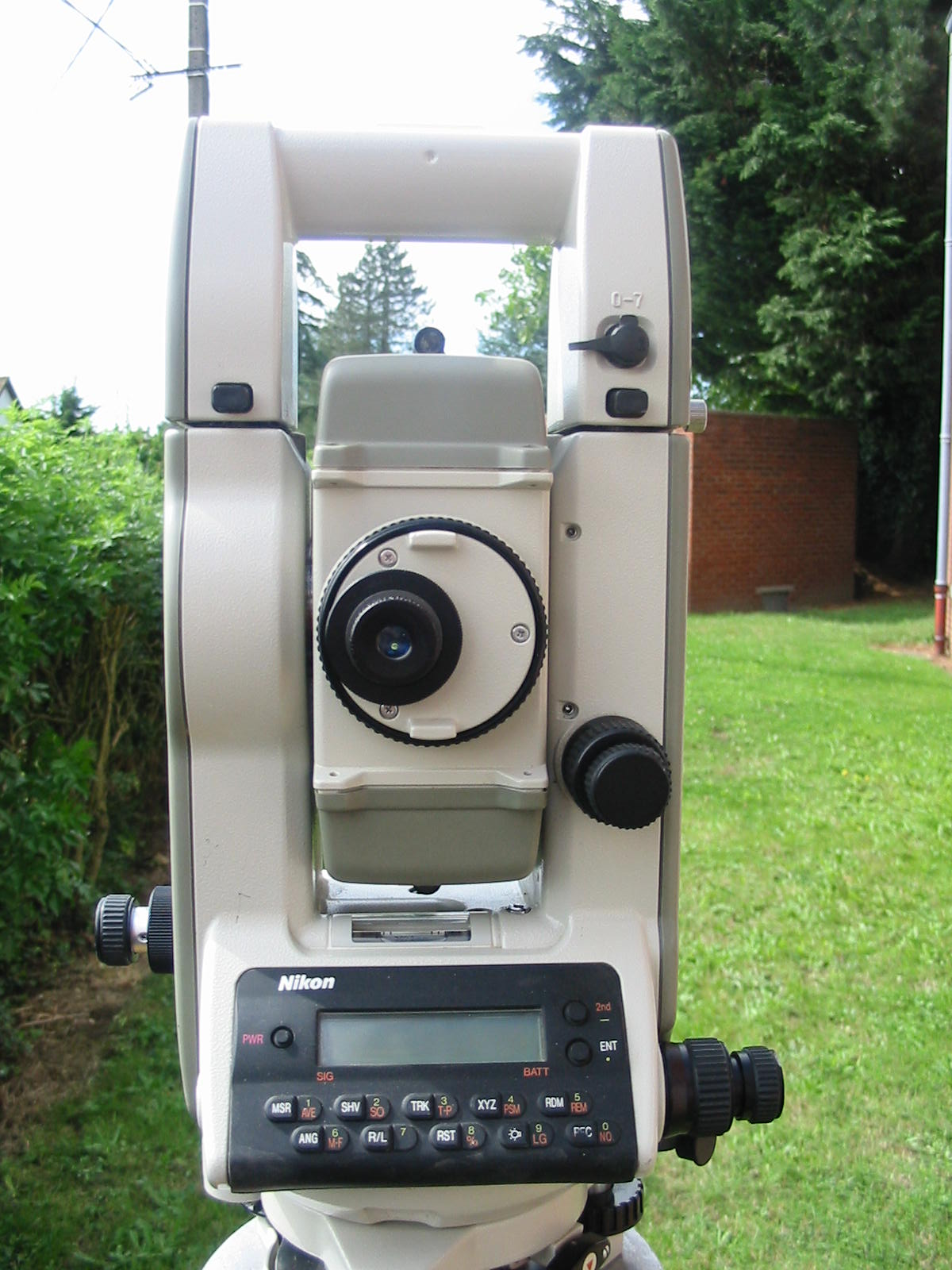
Teodolit digital Nikon DTM-A20

- teodolite clasice cu cercuri gradate din metal cu piesele componente la vedere, lecturile pe cercurile gradate realizându-se cu dispozitive mecanice, precum vernierul;
- teodolite moderne realizate pe același principiu constructiv dar cu perfecționări în ceea ce privește mecanica și optică de precizie, cercurile gradate sunt realizate din sticlă iar lecturile se realizează cu dispozitive micrometrice. Teodolitele moderne au un grad mare de automatizare, au incorporat un microprocesor, un afișaj, mini-tastatură, memorii precum și interfață cu calculatorul.

### După principiul constructiv
- clasice (optico-mecanice);
- moderne (optico-electronice).

### După precizie
- teodolite de precizie mică și medie (folosite pentru lucrările pe șantiere - Theo 020, Theo 030 etc.);
- teodolite de mare precizie și înaltă precizie (folosite în măsurători geodezice - Theo 010);
- teodolite pentru măsurători în astronomie.

### După gradul de libertate alcercului gradatorizontal
- simple - se poate deplasa numai alidada;
- repetitoare - limbul se poate deplasa simultan cu alidada;
- reiteratoare - limbul se poate deplasa independent de alidadă.